# Dummerstorf
Dummerstorf' er en selvstændig kommune i Landkreis Rostock i delstaten Mecklenburg-Vorpommern i Tyskland.

## Geografi
Kommunen Dummerstorf ligger omkring ti kilometer sydøst for Rostock, på en randmoræne mellem til floden Warnow, Kösterbeck og Zarnow. Store strækninger langs disse tre vandløb er udpeget som naturreservat (Göldenitzer Moor, Naturreservat Kösterbeck).
Dummerstorf er omgivet af nabokommunerne Roggentin og Broderstorf mod nord, Sanitz mod nordøst, Wardow og Laage mod sydøst, Dolgen am See mod syd, Wiendorf og Benitz mod sydvest. Den støder til Dolgen am See mod syd, Wiendorf og Benitz mod sydvest, Pölchow mod vest og Papendorf og Rostock mod nordvest.